# Vincent Lurquin
Vincent Lurquin (Leuven, 22 juni 1959) is een Belgisch advocaat en politicus, eerst voor Ecolo en nadien voor DéFI.

## Levensloop

### Loopbaan als advocaat
Lurquin studeerde in 1983 af als licentiaat in de rechten en baccalaureus in de thomische filosofie aan de UCL en vervolgens was hij van 1983 tot 2024 advocaat aan de balie van Brussel. Als advocaat ging hij zich vooral toeleggen op de verdediging van vluchtelingen en mensen zonder papieren, alsook op strafrecht. 
Ook ging hij pleiten in verschillende internationale strafzaken. In 1999 verdedigde hij enkele beschuldigingen in het Rwandatribunaal in Arusha en in 2007 nam hij voor het Internationaal Strafhof de verdediging op van slachtoffers van het Ituri-conflict in Oost-Congo. Eveneens was hij betrokken bij de oprichting van Réseau de Citoyens, een netwerk dat als doel heeft om de rechtstaat in landen als de Democratische Republiek Congo, Haïti en Rwanda te versterken.
In 2010 bepleitte hij de zaak van Oussama Atar, die in Irak veroordeeld tot 10 jaar cel veroordeeld wegens wapensmokkel. Door een verontrustend sms’je, dat de familie Atar had ontvangen, liet de zus en moeder van Oussama de pers bijeen brengen, geleid door hun advocaat Vincent Lurquin. Zowel op de persconferentie als tijdens een protestactie in oktober, bijgewoond door een 300-tal sympathisanten van Atar, probeerden de familie en advocaat Vincent Lurquin de Belgische staat onder druk te zetten om de man uit de Iraakse gevangenis te krijgen. In 2012 lukte hen dat ook; Atar was opnieuw een vrij man en mocht terug naar België komen. In 2016 raakte bekend dat Atar terroristische banden heeft en zelfs de orkestleider zou zijn van de aanslagen in Brussel op 22 maart 2016.
Daarnaast trad Lurquin op als raadsman in andere terreurdossiers. Hij stond een van de slachtoffers bij van de schietpartij in het Joods Museum van België op 24 mei 2014, alsook een van de verdachten van de aanslagen in Brussel op 22 maart 2016.
In augustus 2021 wilde Lurquin afreizen naar Rwanda om zijn cliënt Paul Rusesabagina, een tegenstander van het regime van Paul Kagame die verdacht werd van terrorisme, te verdedigen. Enkele dagen na zijn aankomst werd hij opgepakt in de Rwandese hoofdstad Kigali. Zijn telefoon werd in beslag genomen en hij werd zes uur lang ondervraagd. De Rwandese immigratiedienst besloot vervolgens tot uitzetting, waarna hij door dertig militairen op het vliegtuig naar België werd gezet. Volgens de Rwandese autoriteiten werd Lurquin het land uitgezet omdat hij met een toeristenvisum was aangekomen, dat hem wel toeliet om het land te bezoeken, maar niet om er als advocaat te werken. Lurquin ontkende dat zijn visum niet in orde was en beschuldigde het Kagame-regime ervan dat ze hem verhinderden om zijn werk te doen en de rechten van verdediging van Rusesabagina schonden.

### Politieke loopbaan
Van 1992 tot 1996 was Lurquin voorzitter van MRAX, een beweging tegen racisme, antisemitisme en vreemdelingenhaat, en van 1996 tot 2000 was hij voorzitter van de pacifistische Nationale Coördinatie voor Actie voor de Vrede en de Democratie (CNAPD).
In 1999 werd hij politiek actief voor Ecolo. Voor de partij werd hij in oktober 2000 verkozen tot gemeenteraadslid van Sint-Agatha-Berchem en van 2001 tot 2006 was hij er  schepen van Sociale Zaken en Werk. Na de gemeenteraadsverkiezingen van 2006 belandde Ecolo in de oppositie en vervolgens bleef Lurquin tot in 2009 in de gemeenteraad zetelen. In oktober 2012 werd hij opnieuw verkozen tot gemeenteraadslid van Sint-Agatha-Berchem.
Van 2009 tot 2014 zetelde Lurquin eveneens in het Brussels Hoofdstedelijk Parlement. Zo belandde hij van rechtswege eveneens in het Parlement francophone bruxellois, de assemblee van de Franse Gemeenschapscommissie, waar hij voorzitter was van de commissie Onderwijs, Opleiding, Cultuur, Sport, Toerisme en Schoolvervoer. Bij de Brusselse gewestverkiezingen van mei 2014 werd Lurquin als lijstduwer niet herkozen.
In mei 2018 verliet hij Ecolo en de gemeenteraad van Sint-Agatha-Berchem na interne meningsverschillen over de politieke strategie van de lokale partijafdeling. In juni 2018 werd Lurquin politiek actief voor de links-liberale partij DéFI. Voor deze partij werd hij in oktober 2018 opnieuw verkozen tot gemeenteraadslid van Sint-Agatha-Berchem. Lurquin bekleedde het mandaat ditmaal tot in december 2024 en werd bij de gemeenteraadsverkiezingen van oktober 2024 niet herkozen.